# Shola Ama
Shola Ama, pseudonimo di Mathurin Campbell (Paddington, 8 marzo 1979), è una cantante britannica.

## Biografia
È conosciuta soprattutto per il brano You Might Need Somebody (cover di Turley Richards datata 1997) e per il suo album discografico d'esordio Much Love, di sapore soul, che è stato certificato disco di platino in Italia.
Nel 2011, dopo un periodo caratterizzato da problemi personali, si è cimentata per la prima volta nella dance, prestando la sua voce insieme a J2K nel brano Take It Back di Toddla T.
Anche la sorella Sadie Ama è una cantante.

## Discografia

### Album studio
- 1997 - Much Love
- 1999 - In Return
- 2002 - Supersonic
- 2015 - Surreal

### Singoli
- 1995 - Celebrate
- 1996 - You're the One I Love
- 1997 - You Might Need Somebody
- 1997 - Who's Loving My Baby
- 1998 - Much love
- 1998 - Someday I'll Find You (feat. Craig Armstrong)
- 1999 - Still Believe
- 1999 - Imagine
- 2002 - This I Promise You (con D'Influence e D-Vas)
- 2002 - Symphony (feat. Moïse)

Come artista ospite
- 1999 - Taboo (Glamma Kid feat. Shola Ama)
- 1999 - Mai più (Sottotono feat. Shola Ama)
- 2004 - You Should Really Know (The Pirates feat. Enya, Shola Ama, Naila Boss & Ishani)
- 2009 - DJ Play (Perempay & Dee feat. Shola Ama)
- 2009 - Cut Above the Rest (Giggs feat. Shola Ama)
- 2010 - Blow Em Away (Giggs feat. Shola Ama)
- 2011 - Take It Back (Toddla T, feat. Shola Ama, J2K)

## Premi
- BRIT Awards 1998 - "Best British Female"
- MOBO Awards 1998 - "Best Newcomer"
- MOBO Awards 1998 - "Best R&B Act"
- "Premio Lunezia International" 2024 per la qualità musical-letteraria delle sue Canzoni.